# Hedda Zu Putlitz
Pour les articles homonymes, voir Putlitz.
Hedda Zu Putlitz, née le 4 septembre 1965 à Neumünster est une ancienne coureuse cycliste allemande, spécialiste de VTT cross-country.

## Palmarès en VTT

### Jeux olympiques
- Sydney 2000
  - 13e du cross-country[1]

### Championnats du monde
| Édition / Épreuve     | Cross-country |
| Métabief 1993         | 10e           |
| Mont-Sainte-Anne 1998 | 18e           |
| Åre 1999              | 12e           |

### Coupe du monde
- Coupe du monde de cross-country
  - 1997
    - 15e du classement général

  - 1998
    - 13e du classement général

  - 2000
    - 3e à l'épreuve de Lausanne

### Championnats d'Europe
- 1993
  - 9e du cross-country
- 1997
  - 4e du cross-country
- 1998
  - 7e du cross-country
- 2000
  - 6e du cross-country

### Championnats d'Allemagne
- 1993
  -  Championne d'Allemagne de la descente
  - 3e du championnat d'Allemagne de cross-country
- 1996
  - 3e du championnat d'Allemagne de cross-country
- 1997
  - 3e du championnat d'Allemagne de cross-country
- 1998
  -  Championne d'Allemagne de cross-country
- 1999
  -  Championne d'Allemagne de cross-country
- 2000
  -  Championne d'Allemagne de cross-country

### Autres
- 1993
  - Mountain Bike Bundesliga
- 1994
  - Mountain Bike Bundesliga
- 1998
  - Mountain Bike Bundesliga
- 1999
  - Mountain Bike Bundesliga
- 2000
  - Mountain Bike Bundesliga